# Achenkirch
Achenkirch község Ausztriában, Tirolban, Schwazi járásban.
A település az Ache folyó völgyében (németül Achental), az Achensee északi részén fekszik, közel a bajor határhoz. A falu határában van az a víz-zárómű, amellyel az Achensee vízszintjét szabályozzák, illetve a közeli vízerőműbe vezetik a tóból kizúduló, lefutó vizet.